# Zawale (obwód iwanofrankiwski)
Zawale (ukr. Завалля) – wieś na Ukrainie w rejonie śniatyńskim obwodu iwanofrankiwskiego. Leży w specyficznym zakolu u zbiegu Czeremosza i Prutu.
Znajduje się tu przystanek kolejowy Zawale, położony na linii Lwów – Czerniowce.
W okresie międzywojennym, od 1934 roku, miejscowość należała do zbiorowej gminy wiejskiej Załucze w powiecie śniatyńskim województwa stanisławowskiego,  gdzie we wrześniu 1934 utworzyła gromadę. Gromada od dwóch stron (wschodu i południa) otoczona była terytorium Rumunii. W miejscowości stacjonowała placówka Straży Celnej „Zawale”, a później placówka Straży Granicznej I linii „Zawale”.